# 이사 미란다
이사 미란다(Isa Miranda, 1909년 7월 5일 ~ 1982년 7월 8일)은 이탈리아의 배우이다.

## 출연 작품
- 비엔나 호텔의 야간 배달부 (1974)
- 블러드 베이 (1971)
- 로이 콜트와 윈체스터 잭 (1970)
- 슈즈 오브 더 피셔먼 (1968)
- 어 뉴 월드 (1966)
- 노란 롤스 로이스 (1964)
- 커럽션 (1963)
- 권태 (1963)
- 여정 (1955)
- 시아모 돈 (1953)
- 라운더바우트 (1950)
- 문을 넘어서 (1949)
- 라 카르네 이 라니마 (1945)
- 스키피오 아프리카누스 (1937)
- 만인의 연인 (1934)